# Devětsil bílý
Devětsil bílý (Petasites albus) je rostlina z čeledi hvězdnicovitých.

## Popis
- Devětsil bílý je vytrvalá silně páchnoucí rostlina dosahující výšky v době kvetení 15 až 35 cm a později až 80 cm.
- Lodyha nese bledě zelené šupinovité listy. Devětsil bílý je dvoudomá rostlina.
- Květenství je složeno z úborů, které tvoří hrozen. Úbory samčích rostlin jsou polokulovité, u samičích jsou řídké, chocholičnaté. Velké, srdčitě okrouhlé listy se objevují až po odkvětu. Kvete v únoru až květnu.

## Areál rozšíření
Roste v téměř celé Evropě kromě jihozápadní části. V ČR se vyskytuje hojněji zejména ve vyšších polohách.

## Stanoviště
Roste v horských lesích, na březích lesních potoků, v luzích, příkopech a podél cest, na lesních prameništích a pasekách. Upřednostňuje stinná stanoviště.

## Galerie

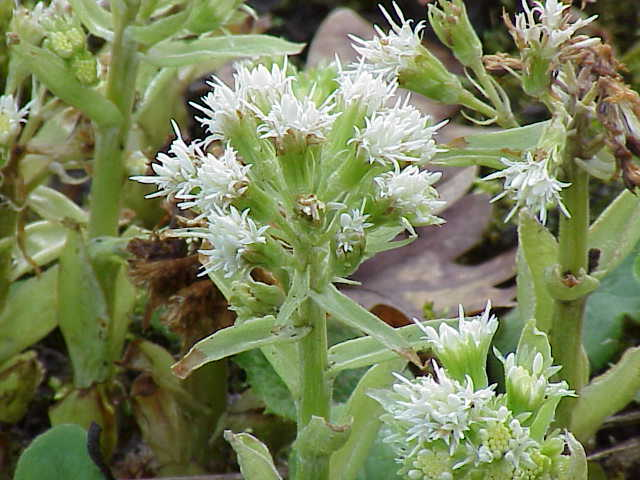
Detail rostliny
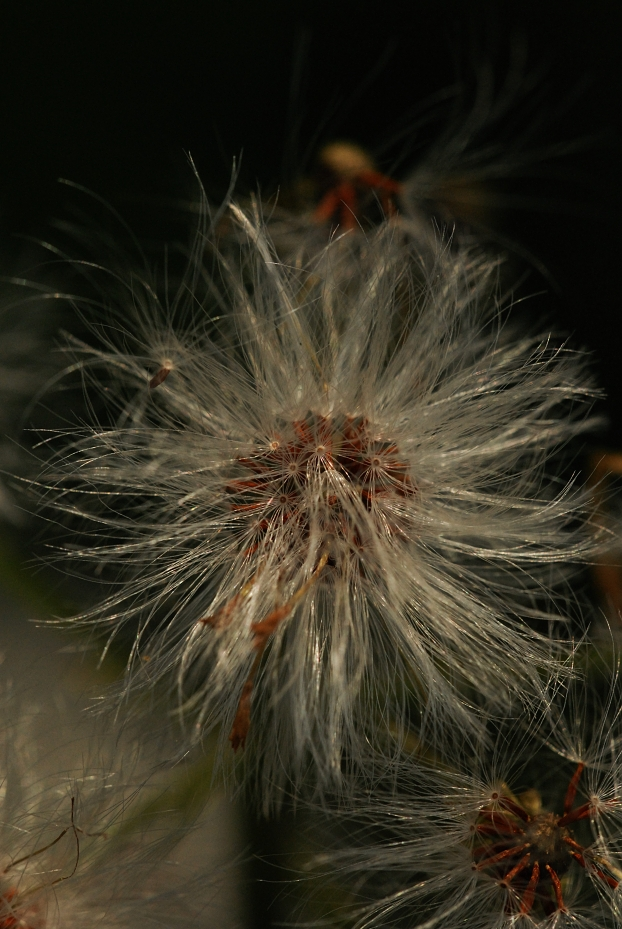
Po odkvětu
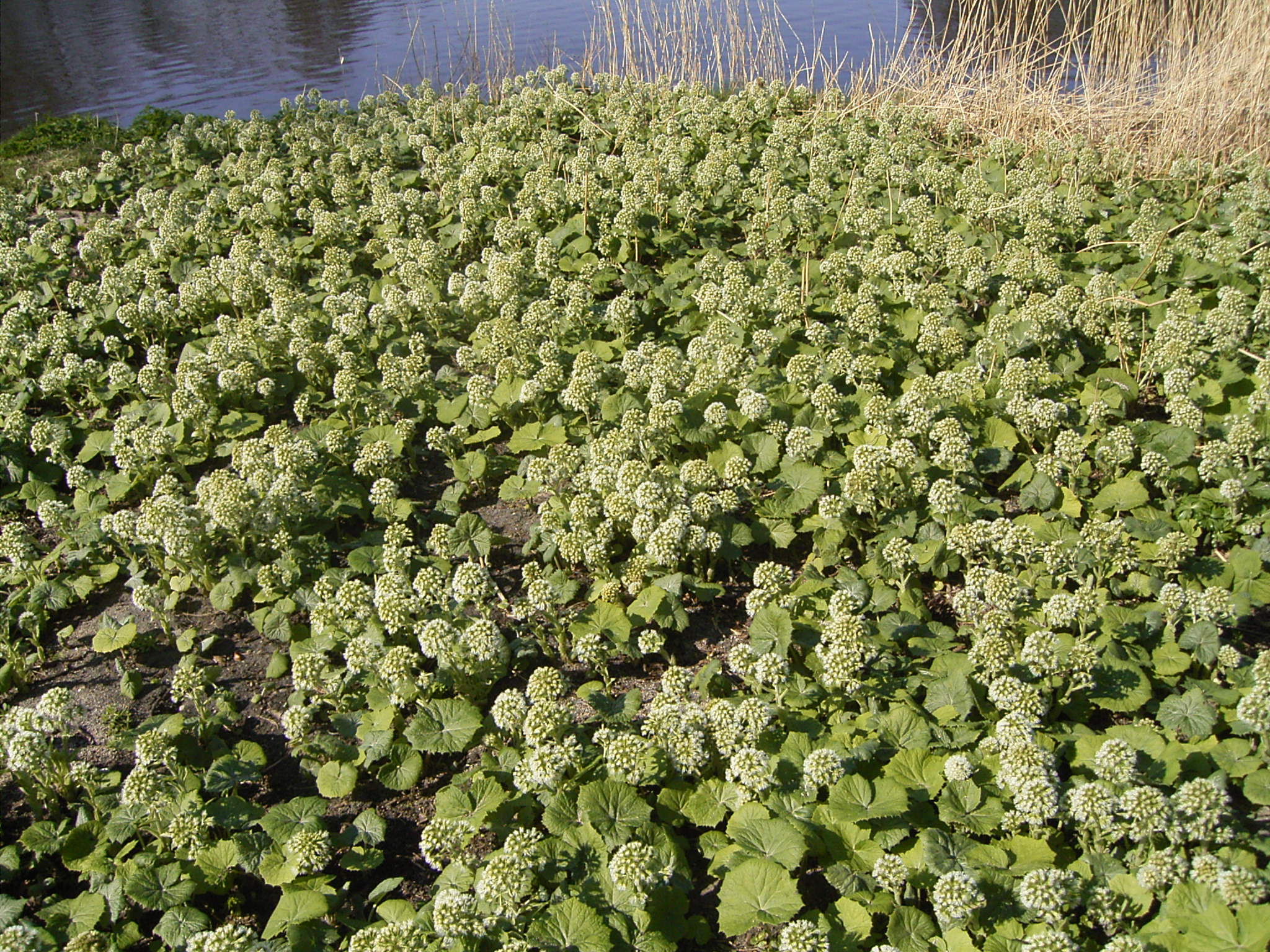
V ploše
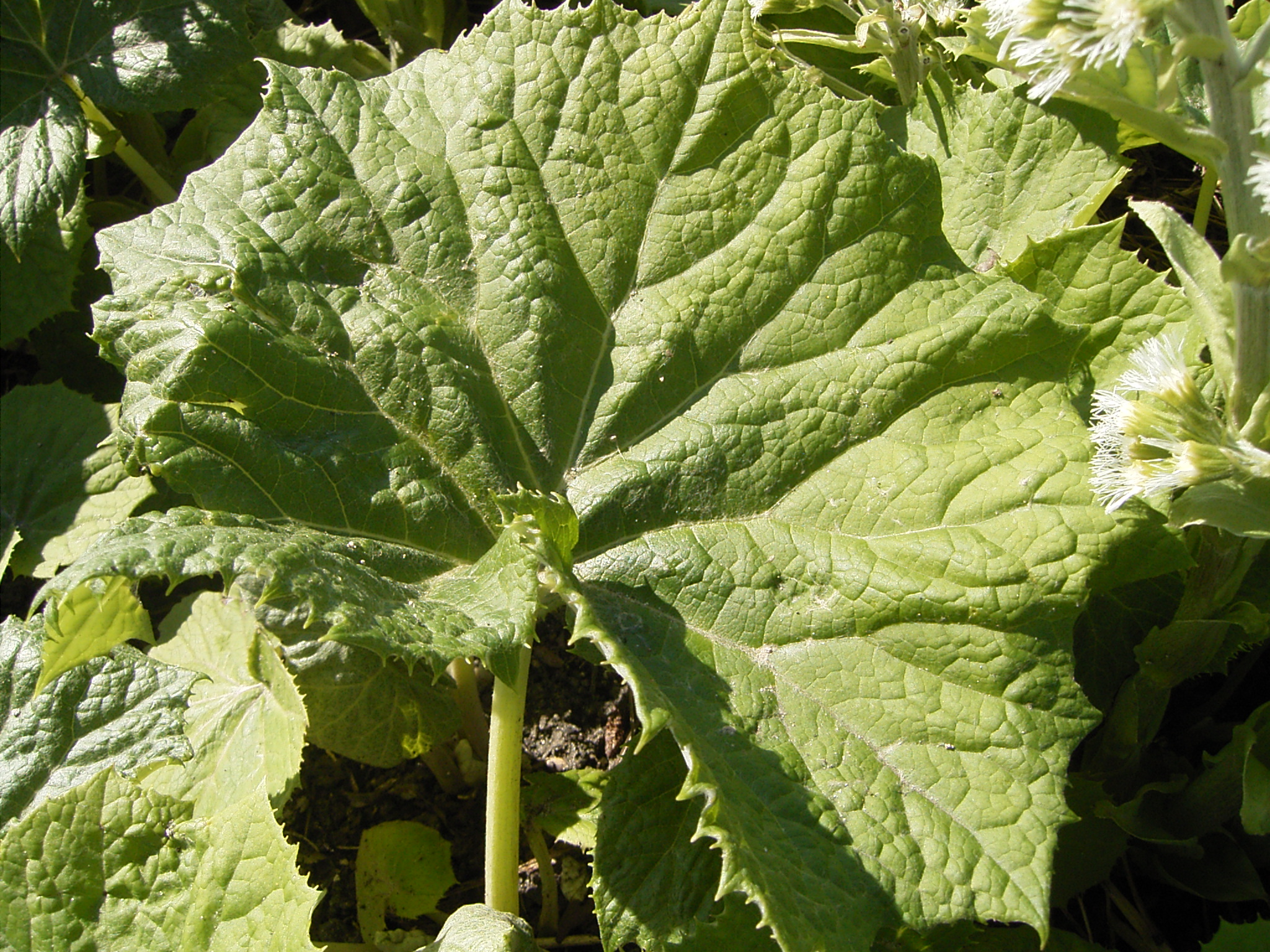
List